# بالا رفتن از آن تپه
«بالا رفتن از آن تپه» (انگلیسی: Running Up That Hill) که همچنین با عنوان «بالا رفتن از آن تپه (یک معامله با خدا)» (انگلیسی: Running Up That Hill (A Deal with God)) نیز شناخته می‌شود، ترانه‌ای از خواننده و ترانه‌پرداز انگلیسی کیت بوش است. این ترانه به عنوان تک‌آهنگ آغازین پنجمین آلبوم استودیویی بوش به نام سگ‌های شکاری عشق در ۵ اوت ۱۹۸۵ توسط ئی‌ام‌آی رکوردز در بریتانیا منتشر شد.
بوش ترانهٔ «بالا رفتن از آن تپه» را با استفاده از سینث‌سایزر فیرلایت سی‌ام‌آی و ماشین درام لین‌درام نوشت و تولید کرد. متن این ترانه تصوری از مرد و زنی را به تصویر می‌کشد که «یک معامله با خدا» می‌کنند تا جای خود را با یکدیگر عوض کنند. موزیک ویدئوی این ترانه، کیت بوش را در حال اجرای یک رقص تفسیری نشان می‌دهد؛ بوش خواستار خلق یک اثر جدی بود و احساس می‌کرد که رقص در دیگر ویدئوها سطحی شده است. در سال ۱۹۸۵، «بالا رفتن از آن تپه» به رتبهٔ سوم در جدول تک‌آهنگ‌های بریتانیا رسید که بالاترین رتبهٔ بوش از زمان تک‌آهنگ شماره یک او در سال ۱۹۷۸ با نام «بلندی‌های بادگیر» بود. این ترانه در میان بهترین آثار سال توسط ملودی میکر معرفی شد و برای جایزه تک‌آهنگ بریتانیایی سال در جوایز بریت ۱۹۸۶ نامزد شد. در سال ۲۰۱۲، یک نسخه ریمیکس‌شده از این ترانه که در مراسم اختتامیهٔ بازی‌های المپیک تابستانی آن سال استفاده شد، به رتبهٔ ششم رسید.